# Pertti Paasio
Pertti Kullervo Paasio (ur. 2 kwietnia 1939 w Helsinkach, zm. 4 kwietnia 2020 w Turku) – fiński polityk, parlamentarzysta krajowy, eurodeputowany IV kadencji, w latach 1987–1991 przewodniczący Socjaldemokratycznej Partii Finlandii, od 1989 do 1991 wicepremier i minister spraw zagranicznych.

## Życiorys
Syn Rafaela Paasia, premiera, lidera socjaldemokratów i przewodniczącego Eduskunty. Ojciec polityk Heli Paasio. Absolwent nauk politycznych na Uniwersytecie w Turku (1968). Pracował w administracji publicznej w Turku, był dyrektorem miejskiego biura ds. zatrudnienia. Zaangażował się w działalność polityczną w ramach Socjaldemokratycznej Partii Finlandii. Od 1965 do 1990 z jej ramienia był członkiem rady miejskiej w Turku.
W 1975 po raz pierwszy wybrany na posła do Eduskunty, mandat utracił jednak w 1979. Powrócił do parlamentu w 1982, uzyskiwał reelekcję w kolejnych wyborach, zasiadając w Eduskuncie do 1996. W latach 1987–1991 pełnił funkcję przewodniczącego socjaldemokratów, ustąpił po porażce tego ugrupowania w wyborach w 1991. Od 1989 do 1991 sprawował również urzędy wicepremiera i ministra spraw zagranicznych w gabinecie, na czele którego stał Harri Holkeri.
W 1996 w pierwszych po akcesji Finlandii do Unii Europejskiej wyborach uzyskał mandat posła do Parlamentu Europejskiego, który wykonywał do 1999. Zasiadał we frakcji socjalistycznej, pełnił m.in. funkcję kwestora PE.